# Bermuda National Stadium
Das Bermuda National Stadium ist ein Sportkomplex im Devonshire Parish, Bermuda. Es liegt am östlichen Ortsrand der Hauptstadt Hamilton und wurde dort auf dem ehemaligen Militärgelände des Prospect Camps errichtet.

## Fußball
Das Hauptstadion wird derzeit überwiegend für Fußballspiele genutzt. Es bietet 8.500 Zuschauern Platz. Es war bis 2009 Heimspielstätte der Bermuda Hogges, die in der USL Second Division antreten.

## Cricket
Daneben gibt es ein Cricketstadion, das das Heimstadion der bermudischen Cricket-Nationalmannschaft ist. Dort wurde am 14. April 1956 das erste Cricketspiel ausgetragen. Am 28./29. April 1972 fand an gleicher Stelle auch Bermudas erstes First-Class-Match statt. Gegner war Neuseeland, das mit einem Innings und 31 Runs gewann. Erst 2004 fand ein nächstes First-Class-Match in diesem Stadion statt, diesmal gegen die USA. Seit 2009 wurden auch mehrere List-A Spiele und Twenty20-Begegnungen dort ausgetragen.
Der Pitch war lange umstritten, und als Bermuda ODI-Status erhielt, war es das einzige Land in dieser Kategorie, das kein eigenes Stadion besaß, um solche Spiele austragen zu dürfen. Beim Regionsfinale der Amerikaqualifikation für den ICC World Twenty20 Qualifier 2020 wurde der Pitch als untauglich eingestuft und verbliebene dort vorgesehene Spiele wurden verlegt.